# LÉ Cliona (03)
LÉ Cliona (03) — корабль ВМС Ирландии, служивший с 1946 по 1970 год.

## История
Корвет типа «Флауэр», названный HMS Bellwort (K114), был построен для ВМС Великобритании в 1941 году. В 1947 году он был продан Ирландии и вошёл в состав её военно-морских сил, получив имя Клиона, в честь Клиодны, кельтской богини красоты.
29 мая 1962 года проходили ежегодные учения ВМС Ирландии к югу от мыса Рош, в которых участвовала и «Клиона». Для съёмок судна было задействовано большое количество операторов национальной телерадиокомпании RTÉ. На борту корабля находился противолодочный бомбомёт «Хеджхог». Во время второго залпа «Хеджхога» произошёл взрыв такой мощности, что корма корабля поднялась из воды, а трубы, по которым протекало топливо, прорвало. Вытекшее топливо вспыхнуло мгновенно: на корабле начался серьёзный пожар. Кочегар Уильям Майнс закрыл подающие клапаны, прекратив подачу топлива к источнику пожара, однако получил серьёзные ожоги и вынужден был по приказу немедленно покинуть свой пост. Командир судна, лейтенант Пэт О’Махони, в течение 30 минут боролся с огнём, и пожар вскоре локализовали. Корабль своим ходом дошёл до гавани, где встал на ремонт. Ни Майнс, ни О’Махони не получили каких-либо наград.
В 1970 году корабль был выведен из состава флота, в 1972 году продан для разделки на металл.